# Mazorita
La mazorita és un mineral de la classe dels fosfats que pertany al grup de la tuïta.

## Característiques
La mazorita és un fosfat de fórmula química Ba₃(PO₄)₂. Va ser aprovada com a espècie vàlida per l'Associació Mineralògica Internacional l'any 2022, i publicada a mitjans de 2023. Cristal·litza en el sistema trigonal.
L'exemplar que va servir per a determinar l'espècie, el que es coneix com a material tipus, es troba conservat a les col·leccions mineralògiques del Musue d'Història Natural de Berna (Suïssa), amb el número d'inventari: nmbe 44297.

## Formació i jaciments
Va ser descoberta en un jaciment a la conca de l'Hatrurim, dins el Consell Regional de Tamar (Districte del Sud, Israel). Aquest indret és l'únic a tot el planeta on ha estat descrita aquesta espècie mineral.